# ハーレフ城
ハーレフ城（ハーレフじょう、英語: Harlech Castle、ウェールズ語: Castell Harlech; ウェールズ語発音: [kastɛɬ ˈharlɛχ]〈カステス・ハルレッヒ〉）は、ウェールズ北西部のグウィネズの都市ハーレフ（ハーレック）に位置する城であり、ハーレック城とも記される。ハーレフは「美しい岩」を意味する。1986年、カーナーヴォン城、ビューマリス城、コンウィ城とともにグウィネズのエドワード1世の城郭と市壁として世界遺産に登録された。

## 概要
ハーレフ城は、アイリッシュ海付近の岩場の丘の上に築城された中世の山城 (hill castle) であり、イギリス指定建造物1級 (Grade I) に指定されている。ユネスコは、ハーレフの城を他の3か所、ビューマリス、コンウィ、カーナーヴォンにある城跡とともに「ヨーロッパにおける13世紀後半から14世紀初頭の軍事建築の最高の例」の1つと見なし、世界遺産に位置づけている。要塞は現地の石材で築かれ、コンセントリック型の設計で、特徴的なものとして、かつて城代や高位の来訪者のために一流の設備を備えたといわれる巨大なゲートハウス（門塔）がある。海岸は当初現在よりもハーレフにずっと近くにあって水路門ならびに長い階段が城郭から以前の沿岸へと下に延び、包囲戦の際に海より城に補給することができた。北ウェールズにある他のエドワードの城の傾向にならい、ハーレフの建築様式は、同時代のサヴォイア伯国に見られたものと密接な関連があり、おそらくはサヴォワ出身の主たる建築家であるマスター・ジェイムズの影響による。
エドワード1世が1282年から1289年にかけてウェールズに侵攻した際、ハーレフ城は8190ポンドという他に比べて穏当な費用で建設された。次いで数世紀にわたり、城はいくつかの戦争において重要な役目を果たした。1294-1295年に発生したマドッグ・アプ・サウェリン（マドッグ・アプ・ルウェリン）の反乱で包囲された際は、海上補給によって持ちこたえたが、1400年に発生したグリンドゥールの反乱の際には、1401年からのフランス艦隊による海上封鎖によって補給を絶たれ、1404年に落城している。その結果、1409年にイングランド軍によって奪還されるまで、グリンドゥールの居住地ならびに残る反乱の軍事本部となった。15世紀の薔薇戦争の間には、ハーレフはランカスター派の支配下に7年間置かれたが、1468年にヨーク派の部隊を前に降伏を余儀なくされた。その包囲戦のことは「ハーレフの男たち」（メン・オブ・ハーレフ）の歌に込められている。1642年のイングランド内戦の勃発後、城はチャールズ1世の国王派部隊のもとに置かれ、議会派軍に対する最後の砦となり降伏する1647年まで持ちこたえた。21世紀、廃墟と化した城は、ウェールズ政府の歴史的環境事業であるカドゥ (Cadw) により観光の名所として管理されている。

## 特徴

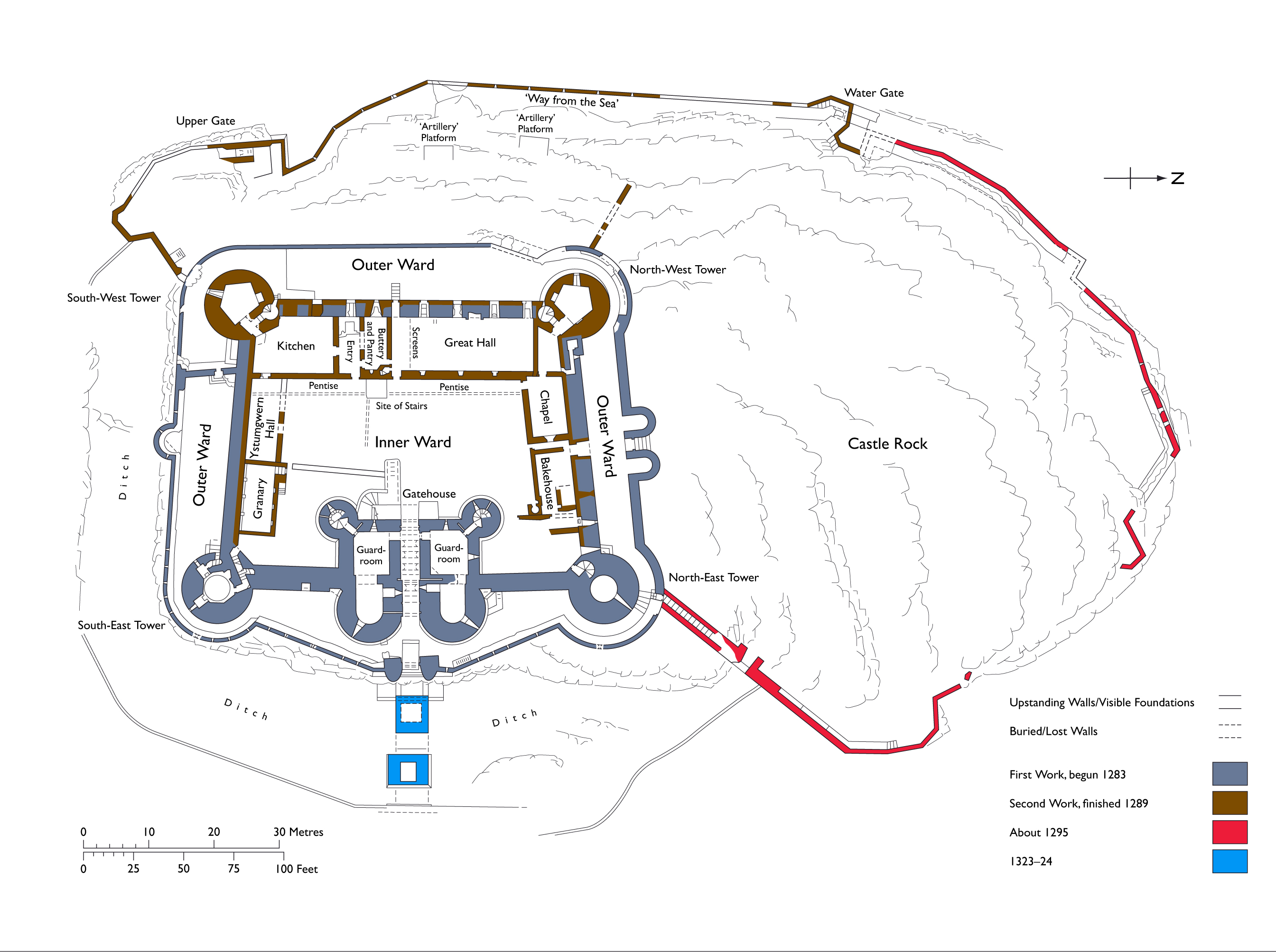
ハーレフ城の平面図

ハーレフ城は、ハーレフ・ドーム (Rhinogydd) の一端にある高さ 60メートル (200 ft) ほどの丘の上に建つ、外郭 (Outer Ward) の内側に2棟の塔を備えたゲートハウス（門塔）と4基の塔を備えた内郭 (Inner Ward) を持つコンセントリック型（同心円型、多重環状城壁）の城である。外郭壁は低く構築されているが、外壁は当初、今日よりもいくらか高いものであった。
山上に建てられたため、敷地面積は比較的小規模である。立地において東側以外は急峻な崖に囲まれており、補給に難があるものの武力攻撃に対しては堅牢な城であった。現在は堆積によって海岸から 800メートル (0.50 mi) 離れているが、建設当時は海とドゥイリド川の河口に面しており、籠城中は崖側から海路による補給を受けた。
ハーレフ城は現地の灰緑色の砂岩で構築されており、塔には大きな一定の角石材が使用され、壁にはおそらく堀（溝渠、こうきょ）から採られたふぞろいな資材が使われている。城の装飾的仕業に使用された、より柔らかな黄色の砂岩は、おそらくバーマウスに近いエグリン修道院 (Egryn Abbey) 辺りから採石されたものであるといわれる。

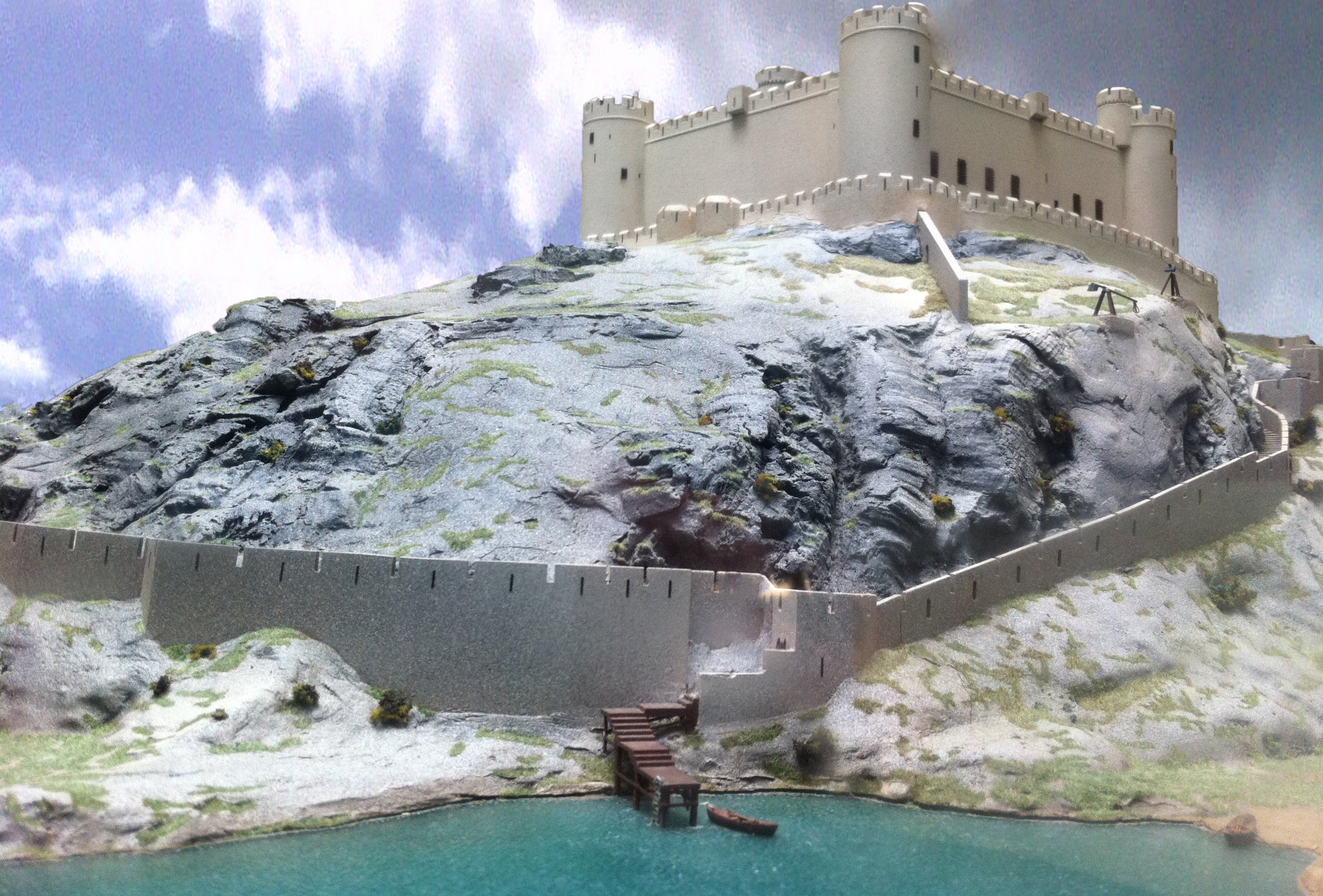
海から見た14世紀初頭のハーレフ城（展示模型の加工画像）

現在は外郭より外側の防御施設の大半が失われている。城郭の表口は、東側の堀（溝渠）にある2基の橋塔（外門塔）と最も重要なゲートハウスの間に石橋が渡されていたとされるが、今日、橋塔の遺構はわずかしかなく、木材の入場道がゲートハウスに至る橋に代わって設けられている。水路門 (Water Gate) には、崖の下端まで降りて行く127段（108段）の防御階段が見られる。13世紀には、海が階段の近くにあって、海による補給を可能にしていたが、今日の海は大きく後退し、その当初の状態における構成を思い描くのはかなり困難である。

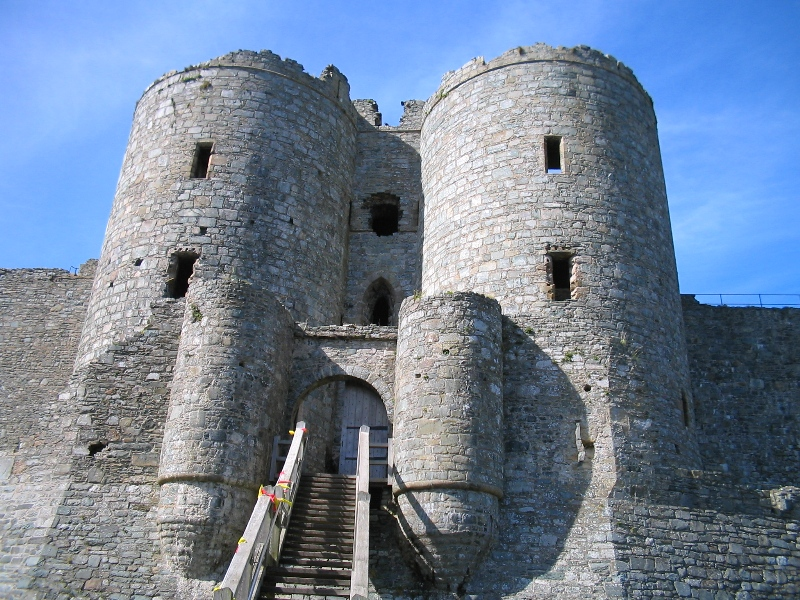
ゲートハウス（門塔）正面に持ち送りの小形の塔がある

ゲートハウスは、13世紀に盛んとなるトンブリッジ様式とも呼ばれる意匠にならい、その入口に2棟の巨大な「D字型」の側堡塔がある。城内への通路は3つの落とし格子と少なくとも2つの重い扉により防御されていた。ゲートハウスには2層の上層階があり、多様な部屋に分かれる。各階には内郭を見下ろす3つの大きな窓があり、3階 (second floor) にはゲートハウスの側面に2つの付加された大窓があって、ゲートハウスには暖炉が備えられ、当初は突出した煙突があったとされる。これらの部屋の用途は研究的議論の対象とされた。歴史家のアーノルド・テイラーは、ゲートハウスの2階 (first floor) は城代が居住施設として使用し、3階は上位の来訪者に使用された唱えたが、続くジェレミー・アシュビー (Jeremy Ashbee) がこの解釈に異を唱え、高位の宿泊設備はそこでなく内郭のなかであったとして、ゲートハウスはほかの目的に使用されたものとしている。

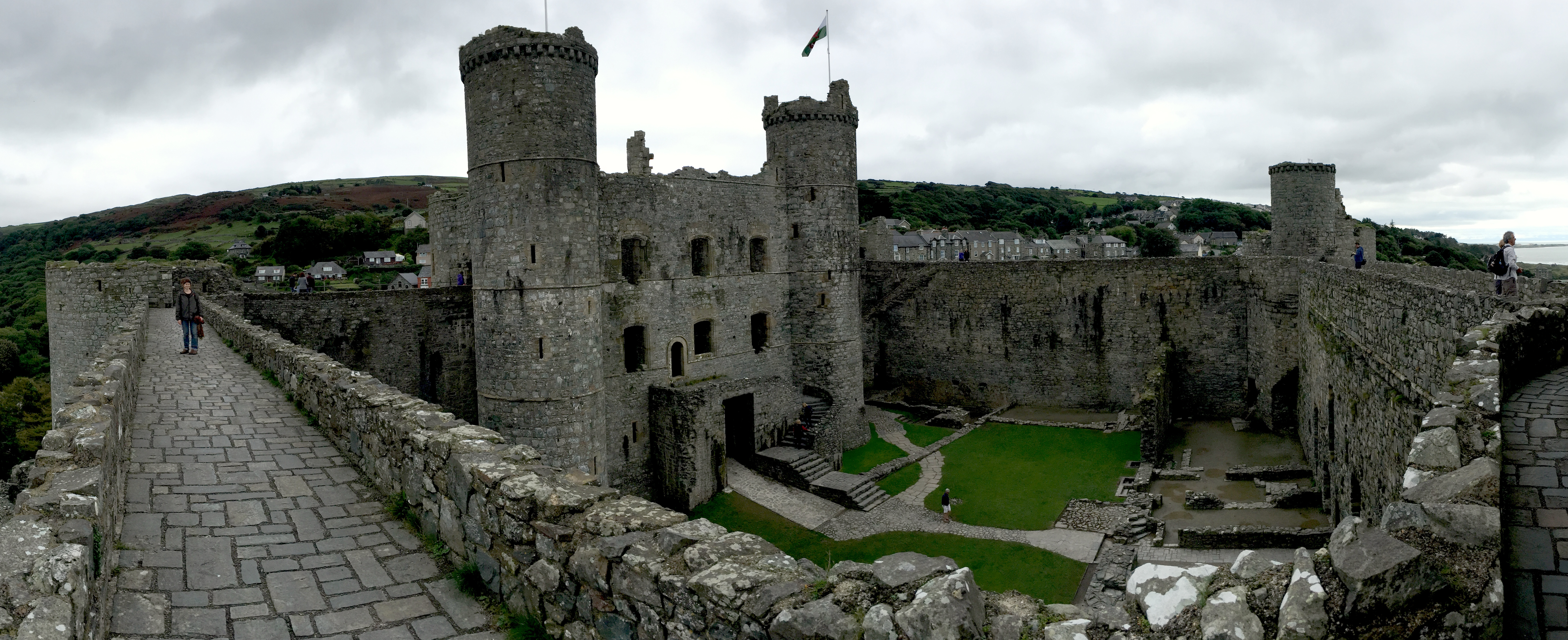
ゲートハウスと城壁に囲まれた内郭

内郭は4基の大きな円形の塔により守られている。時代とともにこれらの塔は多様な呼称を得た。1343年に北東から時計回りに、「監獄の塔」(Le Prisontour)、「庭園の塔」(Turris Ultra Gardinium)、「風見鶏の塔」(Le Wedercoktour)、「礼拝堂の塔」(Le Chapeltour) と呼ばれていたが（羅: Turris、仏: tour は「塔」の意）、1564年にはそれぞれ、デターズ (Debtors')、モーティマー (Mortimer)、ブロンウェン (Bronwen)、アーマラー (Armourer') の塔 (Towers) という新しい名がつけられていた。「監獄の塔」（prison は「監獄」の意）にはダンジョン（地下牢）が組み込まれ、ル・シャペルトゥールには16世紀に大砲の仕事場などがあったともいわれる。これら四隅の塔の中心を結んだ内郭の大きさは、およそ東面 60メートル (200 ft)、西面 42メートル (138 ft)、南・北面それぞれ 43メートル (141 ft) となる。礼拝堂 (Chapel)、台所 (Kitchen)、穀倉 (Granary)、大広間 (Great Hall) など、一連の建築物の多くが内郭のうちに建てられた。狭間胸壁は、当初コンウィと同様のやり方で3つの小尖塔の装飾 (finials) を施していたとも考えられるが、現代にこれらの遺構はほとんどない。
ハーレフの建築様式は、同じ時代のサルデーニャ王国において発見されたものと密接なつながりを持つ。これらには、扉の半円形アーチ、窓の様式、持ち送り式の塔、腕木の足場の組み穴 (putlog holes) の位置などがあり、たいていはサヴォワの建築家マスター・ジェイムズ (James of Saint George) の影響によるものとされる。ハーレフとサヴォワの間の因果関係は単純ではないが、当該のサヴォワの構造物は、例えばジェイムズがこの地方を去った後に建てられたといった場合もある。建築上の細部の類似点は、それ故、ハーレフの事業においてサヴォワの職人・技師が果たした広範な役割によるものであったと考えられる。

## 歴史
ウェールズの神話において、北ウェールズのハーレフ城のある場所は、『マビノギオン』の「スィールの娘ブランウェン」に描かれたウェールズの王女ブランウェンの伝説を想起させるが、そこに当初のウェールズの要塞（王ベンディゲイドブランの宮廷）が築かれていたとする証拠はない。

### 13-14世紀

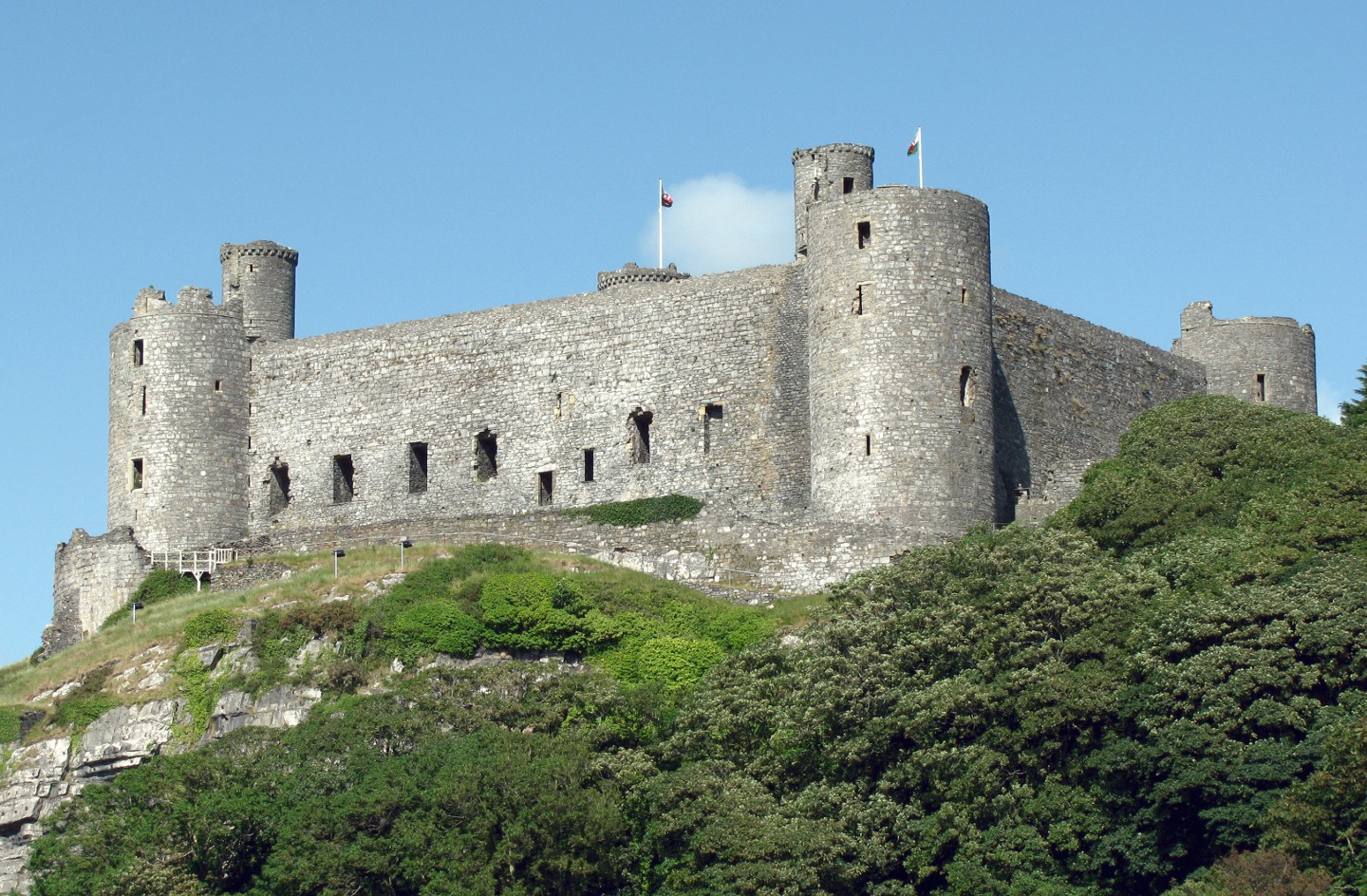
ハーレフ城の城壁と円塔

イングランド王とウェールズ（グウィネズ王国）の君主は1070年代以来、北ウェールズの支配権を争い、13世紀には紛争が再発し、イングランド王エドワード1世は、1282年の治世のうちに2度目の北ウェールズへの侵入を引き起こした。エドワード1世は大軍でもって侵攻し、カーマーゼンから北に、モンゴメリーおよびチェスターから西に進軍した。イングランド軍はコンウィの谷を下ってドルウイゼランおよびカステル・ア・ベレを通過して、ハーレフに至り、オットー・ド・グランドソンは5月、歩兵560人とともに占有した。
エドワード1世は、1282年の軍事行動に続いて北ウェールズ各地に建設した7か所のうちの1つであるハーレフに城の建設を命じた。1283年に第2次ウェールズ遠征の拠点として建設を開始し7年後に完成した。初期段階の賃金が5月中頃に届くと、大工や石工35人が6月から7月に派遣され作業を開始した。1283年の冬には、攻撃の事態に城を防御できるよう、まず内壁の約 4.5メートル (15 ft) が構築され、そして小規模な、計画された町が城と並行して置かれた。1285年にはジョン・ド・ボンヴィラールが城守（コンスタブル、constable）に任命され、その後1287年に亡くなると妻アグネス (Agnes) が1290年までその任務を果たした。建設は、サヴォワの建築家で軍事技術者であったマスター・ジェイムズの総指揮のもとで続けられていた。1286年、建設最盛期の労働者は、一般作業者546人、採石夫115人、鍛冶工30人、大工22人、石工227人からなり、事業は一月におよそ240ポンドかかった。城は1289年（1290年）末に一通り完成した。費用は大体8190ポンドを要しており、エドワードが1277年から1304年にかけてウェールズの築城に費やした8万ポンドの約10パーセントにあたる。ハーレフは、36人の駐屯隊で設立された。城守、クロスボウの射手10人、チャプレン（聖職者）、鍛冶工、大工、石工など30人、そして設計にあたったマスター・ジェイムズが1290-1293年に見返りとして城守となって3年間この城で過ごしている。
1294年に、マドッグ・アプ・サウェリンがウェールズ全域で急速に展開されたイングランド支配に対する反乱を開始した。イングランドが掌握していた町のいくつかが破壊され、ハーレフは、クリクキエス城（キルキース）やアベリストウィス城と同じくその冬に包囲された。これに新たな補給物資がアイルランドから海路で送られ、ハーレフの水路門により到着すると、続いて反乱は制圧された。1295年、反乱のすぐ後に、海に下りる経路周辺に追加の防備が築かれた。ディスペンサー戦争に次ぐ1323-1324年にはさらなる取り組みがなされ、エドワード2世は、辺境領主モーティマー (Mortimer) 家よりこの一帯を脅かされたことで、保安官グリフィズ・スロイド (Gruffudd Llwyd) に、付加的な塔を備えたゲートハウスまで防御の拡張を命じている。1283年の着工以来、建設に要した総費用はおよそ9500ポンドとされる。

### 15-17世紀

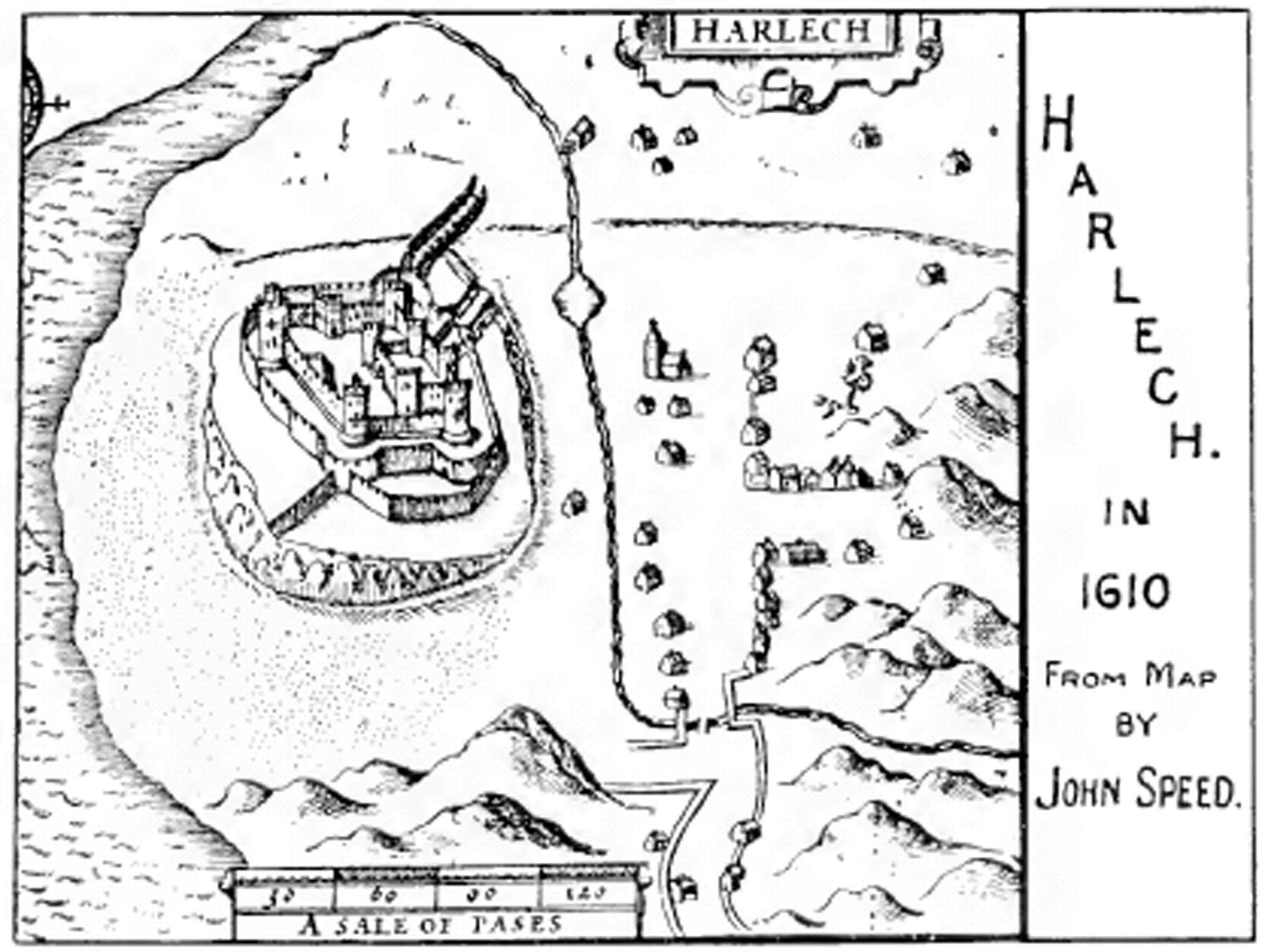
1610年に描かれたハーレフ
（地図製作ジョン・スピード）

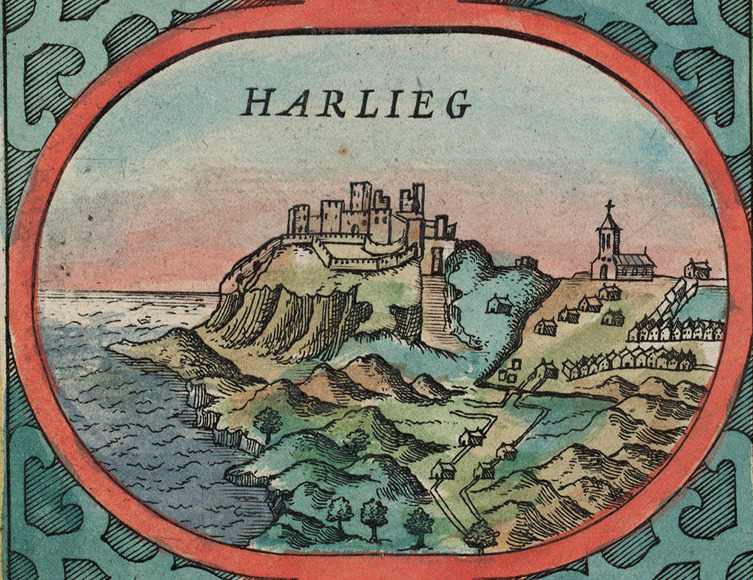
ハーレフを描いたジョン・スピードによるウェールズの地図の一辺（1610年）

1400年9月、オワイン・グリンドゥール（オウェン・グリンドゥル）の率いるイングランド支配に対する反乱が発生した。1403年まで、ハーレフなどほんの一握りの城塞がなお反乱軍に抵抗していたが、城は包囲攻撃に耐えるための装備が不十分でかつ要員不足であり、駐屯隊には、盾3枚、兜8頭、槍（ランス）6本、手袋10組、それに銃4丁しかなかった。1404年、城はグリンドゥールのものになった。ハーレフは4年間、グリンドゥールの居住地、一家の住居ならびに軍事司令部となった。グリンドゥールは1405年8月にハーレフで第2次議会を開いた。1408年、イングランド軍は将来のヘンリー5世の指揮のもと、ハーレフとその指揮官エドマンド・モーティマーを包囲して、大砲による砲撃を敢行し、外壁の南・東の一部を破壊たと見られる。この城取りが不成功となったヘンリーは包囲攻撃の責任者にジョン・タルボットを残し、アベリストウィス城の対処に移行した。物資がいよいよ不足し、またモーティマーならびにその部下の多くが極度の疲労で亡くなると、ハーレフは1409年2月に落城した。
15世紀に、ハーレフはランカスター家とヨーク家の対抗派閥の間で勃発した薔薇戦争として知られる一連の内戦に巻き込まれた。1460年、ノーサンプトンの戦いのすぐ後、王妃マーガレットは城に逃れ、そうして1461から1468年にはウェールズの反攻拠点となり、城はマーガレットのランカスター支持派により、ダフィッド・アプ・イエアン (Dafydd ap Ieuan) の指揮のもと、ヨーク朝のエドワード4世に対抗して保守されていた。その自然の防御および海による補給路のおかげで、ハーレフは持ちこたえると同時に、他の要塞地が陥落するにつれ、ついにはランカスター派の支配下にある最後の主要拠点となった。城は地方一帯の軍事基地になり、1464年に作戦が立案されると、1466年にリチャード・タンストール (Richard Tunstall) がハーレフからの攻撃を開始し、1468年にはジャスパー・テューダーがフランスの援軍とともに上陸すると、デンビーの町を襲撃した。テューダーの登場により、エドワード4世はウィリアム・ハーバートに、多分総勢1万人もの軍隊を動員して、ついに城を掌握するよう命じた。ヨーク派のペンブルック伯ハーバートの軍に包囲され、およそ1か月の包囲攻撃の後、要塞の小守備隊は1468年8月14日に降伏した。この包囲戦が「ハーレックの男たち」の歌に思いを吹き込んだと評されている。
17世紀の清教徒革命では、イングランド内戦が1642年にチャールズ1世の国王派と議会派の間で勃発した。ハーレフはどうやら1468年の包囲戦の後に修繕されておらず、地元の巡回裁判所に使用されたゲートハウスを除いて完全に荒廃していた。1644年、プリンス・ルパートは地元の国王派であるウィリアム・オーウェン大佐を城守に任命し、オーウェンは防御設備の修復を任された。1646年6月から議会派軍に包囲され、44人の守備隊がトマス・マイトン少将に降伏する1647年3月15日まで長い包囲が続いた。ハーレフ城はその戦争で最後に陥落した本土の王の牙城であり、その日が第一次内戦の終局ともいえる。城はもはや北ウェールズの防衛のために必要ではなく、国王派にこれ以上使われることのないよう、議会はその廃城 (slighting)、 もしくは破壊を命じた。しかし、その命令は部分的に実施さただけで、ゲートハウスの階段が破壊されて城はおおむね使い物にならなくなったが、それが全体的に取り壊されたわけではなかった。城の石材は現地の町の住宅を建てるために再利用された。

### 18-21世紀

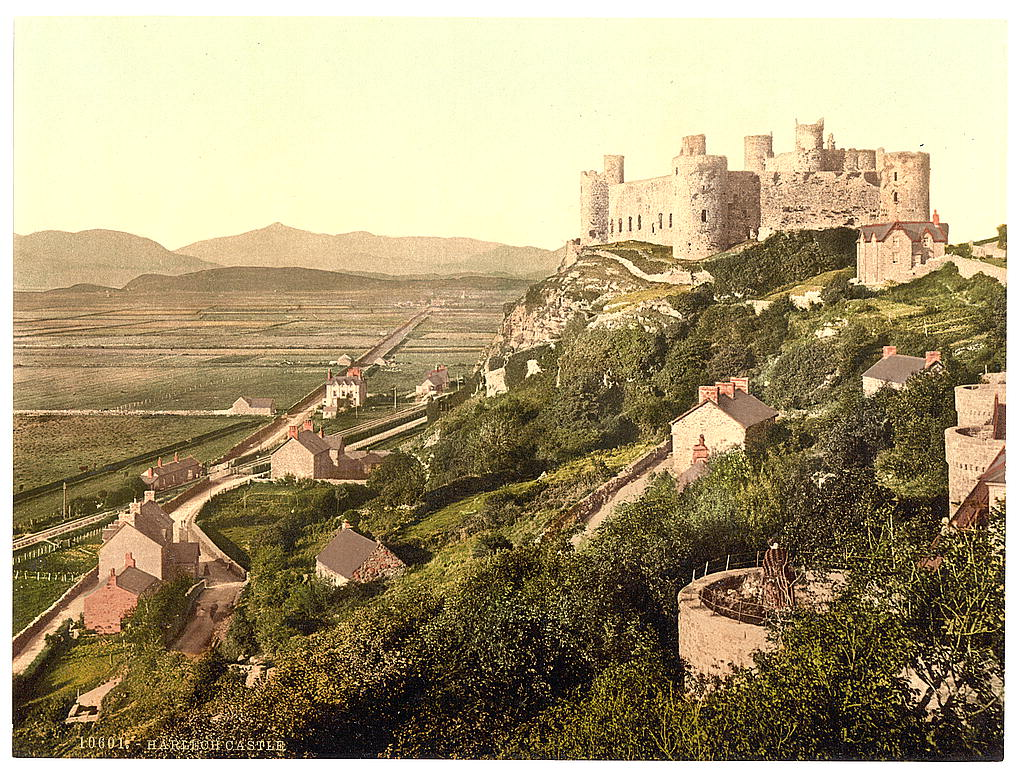
1890-1900年頃のハーレフ城

18世紀後半から19世紀にかけて、ハーレフの景観に富んだ遺構は、ジョン・コットマン、ヘンリー・ガスティノー、ポール・サンドビー、J・M・W・ターナー、ジョン・ヴァーリイなど、著名な芸術家が訪れるようになった。1914年に城はメリオネス・クラウン・エステート (Merioneth Crown Estate) から Office of Works の管理に移されると、第一次世界大戦の終結後に一大修復事業を開始した。1969年に城は Welsh Office に、次いでカドゥ (Cadw) へと移管され、観光の名所としての21世紀における歴史的資産を管理している。1986年、ハーレフは世界遺産「グウィネズのエドワード1世の城郭と市壁」の一部に認定されており、国際連合教育科学文化機関（ユネスコ、UNESCO）は、ハーレフを「ヨーロッパにおける13世紀後半から14世紀初頭の軍事建築の最高の例」の1つと見なしている。
周辺道路の1つのフォルズ・ペン・スレフは、世界一急な坂として2019年にギネス世界記録に認定された。しかし、翌2020年、測定基準を定めた再調査の結果、それまで10年余り記録を保持していたニュージーランドのダニーデンにあるボールドウィン・ストリートが世界一に返り咲いている。